# Голобутів
Голобу́тів — село в Україні, у Стрийському районі Львівської області. Населення становить 800 постійних мешканців. Орган місцевого самоврядування — Стрийська міська рада.

## Населення

### Мова
Розподіл населення за рідною мовою за даними перепису 2001 року:
| Мова       | Кількість | Відсоток |
| ---------- | --------- | -------- |
| українська | 935       | 99.79%   |
| російська  | 2         | 0.21%    |
| Усього     | 937       | 100%     |

## Політика

### Парламентські вибори, 2019
На позачергових парламентських виборах 2019 року у селі функціонувала окрема виборча дільниця № 461444, розташована у приміщенні будинку культури.
Результати
- зареєстровано 724 виборці, явка 67,68%, найбільше голосів віддано за «Слугу народу» — 27,14%, за Всеукраїнське об'єднання «Батьківщина» — 17,14%, за «Європейську Солідарність» — 15,51%.[3] В одномандатному окрузі найбільше голосів отримав Андрій Кіт (самовисування) — 18,57%, за Олега Канівця (Громадянська позиція) — 17,55%, за Володимира Наконечного (Слуга народу) — 16,94%[4].

## Церква
В селі здавна була греко-католицька парохія Стрийського деканату, до якої належали також села Завадів і Нежухів.

## Відомі уродженці
- Андрусяк Григорій Якович (1815–1877) — селянин, громадський діяч, посол Австрійського парламенту (1848—1849).
- Роґульський Іван Васильович (1892–1930-ті) — військовий діяч, хорунжий 4-ї сотні військової формації Українські січові стрільці.
- Корінець Зеновій Михайлович (1967) — хоровий диригент, Народний артист України.